# World Hockey Association 2
Die World Hockey Association 2 (WHA2) war eine Eishockey-Minor League, die ihre Teams im Süden der USA, vor allem in Florida, hatte.
Der Name ist eine Anlehnung an die ehemalige Profiliga World Hockey Association aus den 1970er Jahren, die als Konkurrenzliga zur NHL gegründet wurde. Die WHA2 und die South East Hockey League (SEHL) gründeten sich im Sommer 2003, als die Teams der Atlantic Coast Hockey League (ACHL) austraten. Wie die SEHL hielt auch die WHA2 nur die Saison 2003/04 durch. Aus beiden Ligen wiederum gründeten im Sommer 2004 einige Teams dann die Southern Professional Hockey League (SPHL).
Jacksonville war außerdem Austragungsort des WHA2 All-Star Game und auch der einzige Champion des President Cups der WHA2.

## Teams der WHA2
- Alabama Slammers
- Jacksonville Barracudas
- Lakeland Loggerheads
- Macon Trax
- Miami Manatees
- Orlando Seals

## Saison 2003/04
Die Saison 2003/04 war die einzige Spielzeit der World Hockey Association 2. Die sechs Teams absolvierten in der regulären Saison zwischen 48 und 59 Begegnungen. Das punktbeste Team der regulären Saison waren die Jacksonville Barracudas, die in den Play-offs außerdem den Meistertitel gewannen.

### Reguläre Saison

#### Abschlusstabelle
Abkürzungen: GP = Spiele, W = Siege, L = Niederlagen, T = Unentschieden, OTL = Niederlage nach Overtime, GF = Erzielte Tore, GA = Gegentore, Pts = Punkte
|                         | GP | W  | L  | OTL | SOL | GF  | GA  | Pts |
| ----------------------- | -- | -- | -- | --- | --- | --- | --- | --- |
| Jacksonville Barracudas | 59 | 40 | 18 | 1   | 0   | 233 | 175 | 81  |
| Alabama Slammers        | 58 | 34 | 20 | 2   | 2   | 224 | 196 | 72  |
| Macon Trax              | 56 | 30 | 20 | 3   | 3   | 218 | 193 | 66  |
| Orlando Seals           | 57 | 27 | 25 | 2   | 3   | 198 | 197 | 59  |
| Miami Manatees          | 48 | 24 | 19 | 4   | 1   | 215 | 213 | 53  |
| Lakeland Loggerheads    | 58 | 13 | 38 | 4   | 3   | 181 | 295 | 33  |

### Playoffs
|  | Halbfinale | Halbfinale              | Halbfinale |  |  | Finale | Finale                  | Finale |
|  |            |                         |            |  |  |        |                         |        |
|  |            |                         |            |  |  |        |                         |        |
|  | 1          | Jacksonville Barracudas | 2          |  |  |        |                         |        |
|  | 5          | Miami Manatees          | 1          |  |  |        |                         |        |
|  |            |                         |            |  |  | 1      | Jacksonville Barracudas | 2      |
|  |            |                         |            |  |  | 3      | Macon Trax              | 0      |
|  | 2          | Alabama Slammers        | 0          |  |  |        |                         |        |
|  | 3          | Macon Trax              | 2          |  |  |        |                         |        |
|  |            |                         |            |  |  |        |                         |        |

### Auszeichnungen
| Auszeichnung         | Spieler      | Team       |
| -------------------- | ------------ | ---------- |
| Most Valuable Player | David Deeves | Macon Trax |
| Trainer des Jahres   | Tom Stewart  | Macon Trax |
| Humanitarian Award   | Ryan Rivard  | Macon Trax |